# Kombinirana malonska i metilmalonska acidurija
Kombinirana malonska i metilmalonska acidurija (engl. Combined malonic and methylmalonic aciduria, CMAMMA), poznata i pod nazivom kombinirana malonska i metilmalonska acidemija je nasljedno oboljenje metabolizma koje se odlikuje povišenim razinama malonske kiseline i metilmalonske kiseline. Neki istraživači pretpostavljaju da bi CMAMMA mogla biti jedna od uobičajenih oblika metilmalonske acidemije, a moguće i najčešća urođena greška metabolizma. Zbog toga što se rijetko dijagnosticirana, obično ostane neopažena.

## Simptomi i znaci
Klinički fenotipi CMAMMA su dosta heterogeni i kreću se od asimptomatskih, preko blagih simptomatskih do teških simptomatskih. Glavni patiofiziološki mehanizam se još uvijek ne zna. Sljedeći simptomi su zamijećeni u literaturi:
- metabolička acidoza[7][5][8]
- koma[2][6]
- hipoglikemija[2][7][6]
- epileptični napadi[2][7][5][8]
- probavne bolesti[5][8]
- kašnjenje u razvoju[2][5][8]
- kašnjenje u govoru[1][2][4]
- zaostatak u napredovanju[2]
- psihijatrijske bolesti[2]
- problemi sa pamćenjem[2]
- spoznajni poremećaji[2]
- encefalopatija[4]
- kardiomiopatija[7][5][8]
- dismorfična svojstva[5][8]

Kada se prvi simptomi pojave u djetinjstvu, oni su češće  prelazni metabolički poremećaji, dok su kod odraslih obično neurološki simptomi.

## Uzroci
CMAMMA se po uzrocima može podijeliti na dva odvojena nasljedna poremećaja: jedan sa nedostatkom mitohondrijalnog enzima iz obitelji acil-CoA sintetaze 3, kodiran na ACSF3 genu (OMIM#614265); dok je drugi poremećaj nedostatak malonil-CoA dekarboksilaze kodirane na MLYCD genu (OMIM#248360).

## Dijagnoza
Usljed širokog raspona simptoma i činjenice da velikim dijelom promiče pri screening-u novorođenčadi, smatra se da je CMAMMA nedovoljno prepoznato oboljenje.

### Novorođenački screening programi
Zbog toga što CMAMMA povezana sa ACSF3 genom ne dovodi do gomilanja metilmalonil-CoA, malonil-CoA ili propionil-CoA, niti stvara nenormalnosti acilkarnitinskog profila, CMAMMA se ne otkriva standardnim screening programima zasnovanim na ispitivanju krvi.
Poseban slučaj je provincija Quebec, u kojoj se, pored ispitivanja krvi, također ispituje i mokraća dvadeset prvog dana po rođenju prema „Screening programu novorođenačke krvi i mokraće u Quebec-u”. Zbog ovoga je provincija Quebec zanimljiva za CMAMMA istraživanje, jer predstavlja jedinu kohortu pacijenata u svijetu bez pristrasnosti pri izboru.

### Omjer malonske i metilmalonske kiseline
Računanjem omjera  malonska/metilmalonska kiselina u plazmi, CMAMMA se može jasno razlikovati od klasične metilmalonske acidemije. Ovo vrijedi i za pacijente koji odgovaraju i za one koji ne odgovaraju na liječenje vitaminom B12 sa metilmalonskom acidemijom. Korištenje vrijednosti malonske i metilmalonske kiseline iz mokraće nije prikladno za računanje ovog omjera.
Kod CMAMMA povezane sa ACSF3 genom razine metilmalonske kisline prevazilaze razine malonske kiseline. S druge strane, suprotno vrijedi za CMAMMA zbog nedostatka malonil-CoA dekarboksilaze.

### Genetska ispitivanja
CMAMMA se može dijagnosticirati pomoću analize ACSF3 i MLYCD gena. Prošireni screening nosioca gena tokom liječenja plodnosti također može otkriti nosioce promjena u ACSF3 genu.